# كونيزة حبشية
كونيزة حبشية أو عراك (الاسم العلمي: Conyza abyssinica) هي نوع من النباتات يتبع جنس الكونيزة من الفصيلة النجمية.